# 太田和夫
太田 和夫（おおた かずお）は、日本の編集技師。

## 主な編集作品

### 映画
- ひとり寝 （1961年）
- 無宿人別帳 （1963年）
- 丹下左膳 (1963年)
- 三匹の侍 （1964年）
- 進め!ジャガーズ 敵前上陸 （1968年）
- 新宿そだち （1968年）
- 怪談残酷物語 (1968)
- 吸血髑髏船 （1968年）
- 喜劇 男の泣きどころ （1973年）
- しなの川 （1973年）
- ダメおやじ （1973年）
- 必殺仕掛人 春雪仕掛針（1974年）
- 砂の器 （1974年）
- スプーン一杯の幸せ （1975年）
- 正義だ!味方だ!全員集合!! （1975年）
- 八つ墓村 （1977年）
- 事件 （1978年）
- 鬼畜 （1978年）
- 配達されない三通の手紙 （1979年）
- わるいやつら （1980年）
- 震える舌 （1980年）
- 土佐の一本釣り （1980年）
- 疑惑 （1982年）
- 迷走地図 （1983年）
- ねずみ小僧怪盗伝（1984年、松竹）
- 哀しい気分でジョーク （1985年）
- 危険な女たち（1985年）
- Let's豪徳寺! （1987年）
- 塀の中の懲りない面々 （1987年）
- 女咲かせます （1987年）
- 異人たちとの夏 （1988年）
- 開港風雲録 YOUNG JAPAN （1989年）

### テレビドラマ
- おれは大物 （1964年 - 1965年、ABCテレビ）[1]

## 受賞歴
- 1989年 第12回日本アカデミー賞：優秀編集賞『異人たちとの夏』『女咲かせます』[2]